# Соборо

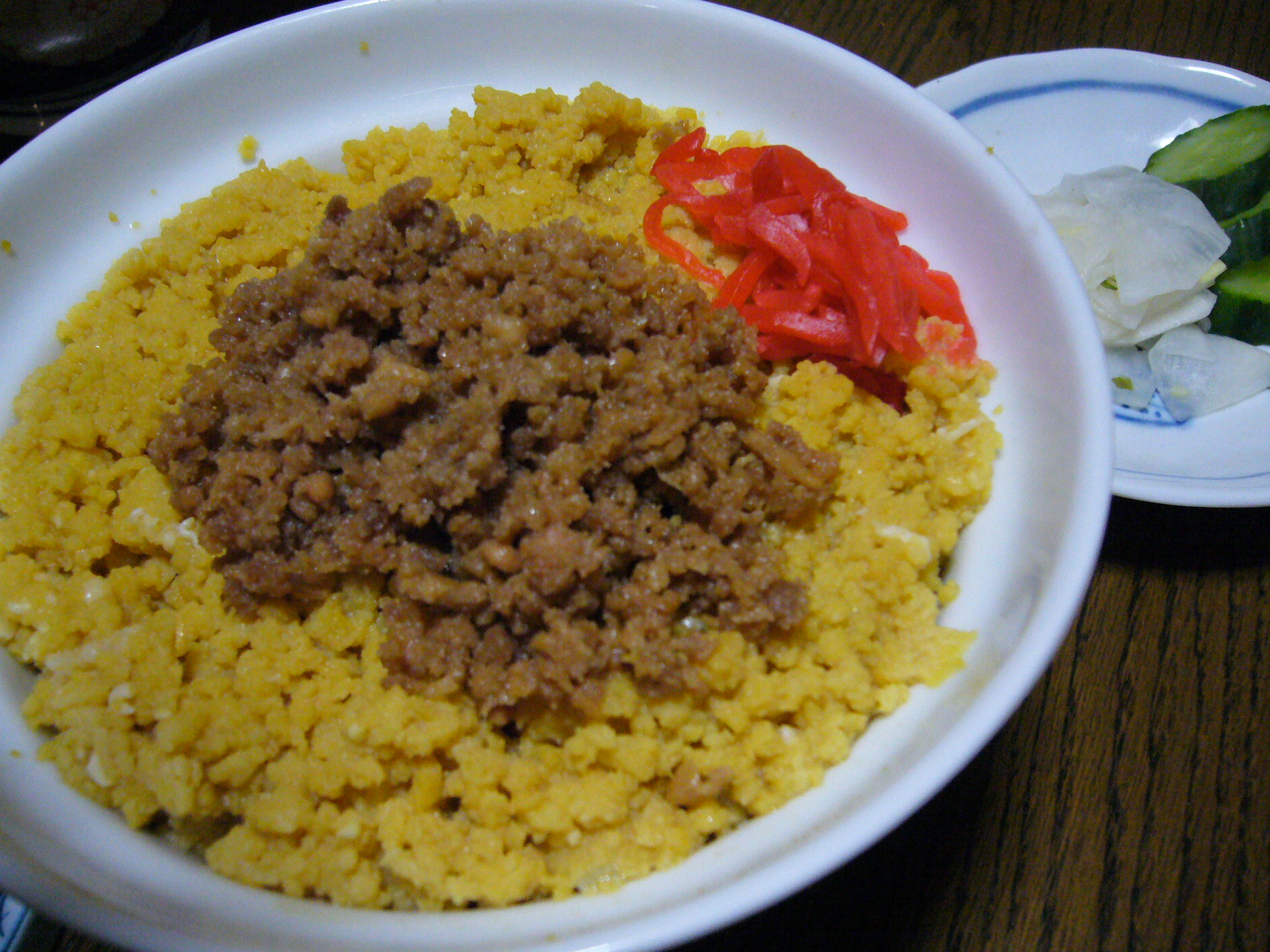
Соборо з курячим фаршем

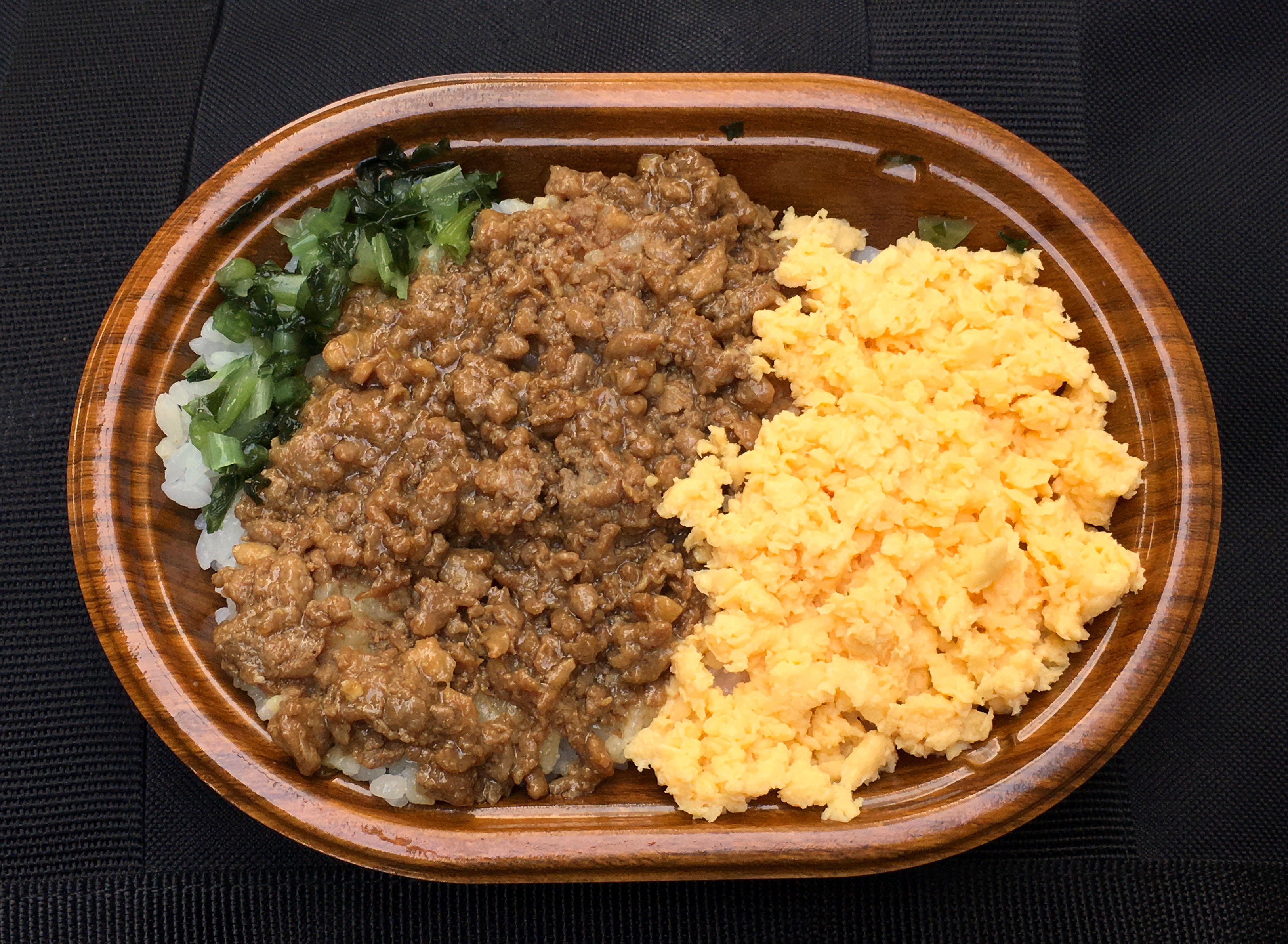
Бенто із соборо

Собо́ро, також соборо-домбурі (яп. そぼろ) — страва зі смаженого м'ясного (найчастіше яловичого) або рибного фаршу та яйця, яка візуально нагадує крихти.
Одна з найпростіших і через це найпопулярніших швидких страв японської кухні. Смажений м'ясний фарш кладуть поряд або згори на варений рис. Соборо також використовують як матеріал для деяких видів суші та бенто.
Соборо з креветок Шиба є одним із незамінних компонентів для традиційних суші Едомае (яп. 江戸前寿司), а також використовується як компонент для тамагоякі в суші-ресторанах.
У місцевій кухні префектури Нагасакі є страва під назвою Уракамі соборо, яку іноді спрощено називають «соборо», але вона відрізняється від «класичного» Соборо Це страва зі смаженого м'яса в японському стилі з використанням свинини та овочів, таких як лопух.